# Institut français de Géorgie
L'Institut français de Géorgie (en géorgien : საქართველოს ფრანგული ინსტიტუტი) fait partie du réseau mondial des instituts français. Il est situé à Tbilissi, la capitale du pays.

## Historique
L’Institut français de Géorgie est présent à Tbilissi depuis 1998 par une médiathèque ouverte par Mireille Musso — ambassadrice de France en Géorgie — et son équipe, depuis 2002 sous le nom de Centre culturel français Alexandre Dumas, et depuis 2011 sous son nom actuel. Ses directeurs successifs ont été François Laurent (2002-2007), Joël Bastenaire (2008-2011), Gilles Carasso (2011-2014), Jean-Yves Lavoir (2014-2018) et Pierra Clouet. 
Les Instituts français furent créés dans le cadre d’une réforme mondiale du réseau culturel et de coopération du Ministère français des Affaires étrangères et européennes, initiée par la loi du 27 juillet 2010, en remplacement des activités culturelles françaises qui étaient jusque-là réunies au sein de l'association Culturesfrance ; ils ont pour objectif d'apporter une meilleure unité et une plus grande simplicité de gestion ; les services de coopération universitaire, éducative, linguistique et culturelle des Ambassades de France ainsi fusionnés pour devenir Instituts français, sont appelés à entretenir des liens étroits avec les Consulats et les autorités nationales et locales.

## Activité éducative
Le but premier de l'institut est de proposer des cours, formations et examens de français à un public aussi large que possible : il est accrédité pour faire passer et délivrer différentes certifications internationales, comme: le DELF, le DALF, le TCF, le DELF Prim, le DELF Junior, et le TCF Québec.
L'institut soutient des filières universitaires francophones entre  l’Université Paris 8 et l’Université Javakhichvili, notamment dans le domaine de l'informatique, et depuis le 26 mai 2018 le projet de création d'une université franco-géorgienne à horizon 2020 réunissant 6 universités françaises et 2 universités géorgiennes. 
Il est également à l'origine du "Fonds Molière", une association de droit géorgien ayant pour objectif de rassembler les fonds nécessaires, publics comme privés, afin de relancer l'apprentissage du français dans les écoles primaires de Géorgie. Le Fonds investi parallèlement dans 17 écoles, au profit de plus de 1000 enfants et a permis l'embauche de 28 professeurs de français.

Armoiries de la République française

## Activité culturelle
L'Institut français de Géorgie participe à la scène culturelle locale, en créant des centaines d'évènements annuels à visée nationale, régionale ou locale, selon les projets — comme le mois de la francophonie se déroulant à Tbilissi, Batoumi et Koutaïssi — ; il contribue à certains évènements externes, dans le cadre de la promotion de la culture et des échanges entre la France et la Géorgie autour de la langue française, et développe des partenariats avec d'autres entités culturelles, gouvernementales ou non-gouvernementales.

## Activité de traduction
L'Institut français de Géorgie propose un service de traduction professionnel français-géorgien.

## Informations complémentaires
L'Institut français de Géorgie dispose d'une salle de conférence convertible en salle de cinéma, d'une galerie d'exposition, d'un club de lecture ainsi que d'un espace pour les plus jeunes. Sa médiathèque propose plus de 16 000 documents et revues francophones accessibles au grand public, ainsi que d'une culturethèque en ligne proposant quelques milliers de documents supplémentaires. Sa bibliothèque est abritée par la Bibliothèque nationale du Parlement de Géorgie (en). 